# Pasta alla Norma
La pasta alla Norma est une spécialité culinaire italienne, originaire de la ville de Catane, en Sicile. Il s'agit d'un plat de pâtes, généralement des maccheroni ou des perciatelli, cuisinées avec de la sauce tomate, à laquelle on ajoute des aubergines frites, de la ricotta salée (it) râpée et du basilic. Comme c'est le cas avec d'autres recettes régionales, bien qu'il s'agisse d'un plat typique, originaire du côté de l'Etna, il est maintenant répandu et apprécié dans toute l'île et au-delà.

## Origine du plat
Il semblerait que le nom, Norma, ait été attribué à cette recette par Nino Martoglio, le réalisateur-scénariste catanais. Devant un plat de pâtes ainsi préparé, il s'exclama : « È una vera Norma ! » pour en marquer l'excellence, en le comparant à l'opéra Norma, de Vincenzo Bellini, auquel est dédié le théâtre Massimo de Catane. 

## Les variantes
Malgré le peu d'ingrédients utilisés et leur simplicité, les versions de cette recette sont des plus disparates et dépendent principalement du type de pâtes et de ricotta employées. 
Certaines versions incluent la ricotta cuite, dont la saveur change de la salée. Cette version est plutôt préférée dans les zones de Messine où la ricotta cuite est un fromage typique. 
À Trapani, la variante est déterminée par l'utilisation d'une typologie de pâtes appelée busiati. Il s'agit d'un format caractéristique et traditionnel de pâtes fraîches à base de semoule de blé dur et d'eau et à séchage lent, travaillé avec le classique buso, à savoir l'armature dont il tire son nom. 